# Pochonbo Electronic Ensemble
I Pochonbo Electronic Ensemble (보천보전자악단) furono un gruppo musicale nordcoreano attivo dal 1985 al 2008.
Famoso soprattutto per i suoi brani rivoluzionari e propagandistici esso fu uno dei gruppi più influenti del paese durante il governo di Kim Jong-il e rimane tuttora uno dei gruppi più popolari del paese.
Formatosi nel 1985 fu il primo gruppo pop elettronico del paese. Durante il periodo di attività, compreso tra il 1985 e il 2008, il gruppo pubblicò 182 CD con 2325 brani.

## Storia[4]
Fino agli anni 70 e all'inizio degli anni 80 la musica pop di stampo occidentale, come il jazz e il rock, era completamente esclusa dalla Corea del Nord, e neanche le canzoni pop provenienti dall'Unione Sovietica e da altri paesi dell'Europa dell'Est venivano normalmente ascoltate. I generi musicali all'epoca erano limitati quasi esclusivamente a canzoni popolari, colonne sonore di film e alla musica operistica rivoluzionaria. Questa situazione stagnante della scena musicale nordcoreana, portò nei primi anni 1980 ad osservare le tendenze musicali in voga all'epoca in URSS, est Europa e Corea del Sud, per cercare di creare un nuovo stile musicale che risultasse più moderno e più adatto ad attirare le attenzioni del popolo.
Già dagli anni 60, con il gruppo artistico Mansudae si erano avute nel paese delle prime esperienze nel campo della strumentazione elettronica. È a partire da questa formazione che il 4 giugno 1985 viene fondata come gruppo autonomo l'orchestra elettronica Pochonbo, nata su indicazione di Kim Jong-Il e che deve il suo nome al luogo in cui il 4 giugno 1937 un'unità di guerriglia sotto la guida di Kim Il-sung attaccò i complessi militari delle forze di occupazione giapponesi. Kim Jong-Il, presidente della Commissione Nazionale di Difesa, ordinò di sviluppare la musica elettronica secondo un proprio stile, in linea con la situazione della musica nordcoreana e le tendenze dello sviluppo musicale mondiale.
In breve tempo, il gruppo guadagnò una popolarità enorme tra i nordcoreani, e alla fine degli anni '80, portò un'ondata di canzoni popolari moderne, ottenendo un grande successo, tanto che già nel 1988 le loro canzoni rappresentavano la gran parte dell'intera produzione musicale del paese. In questi anni il gruppo incise ed eseguì anche diversi brani provenienti da altri paesi, tratti sia dal repertorio più tradizionale (come ad esempio Korobeiniki o Funiculì Funiculà), che da quello pop contemporaneo (come nel caso di Brother Louie e Dancando Lambada).
Nel 1991, la canzone "La mia patria è la migliore" (내나라 제일로 좋아) ebbe un impatto così grande sulla società e sulla cultura nordcoreana che Kim Jong Il diede istruzioni per produrre un film basato su di essa. Nello stesso anno cominciò la pubblicazione degli album del gruppo.
Sempre nel 1991, dal 17 settembre al 27 ottobre, il gruppo fu protagonista di un'estesa tournee in Giappone, in vista della quale la formazione, fino ad allora composta da un'orchestra strumentale mista, venne riorganizzata in un gruppo strumentale maschile e in una sezione vocale femminile. I concerti giapponesi, organizzati dall'Associazione per gli Scambi Culturali tra Corea del Nord e Giappone, con il patrocinio di NHK e del quotidiano Asahi Shimbun, si tennero in varie città tra cui Tokyo, Sendai, Hiroshima, Kitakyushu, Osaka, Kyoto, Kobe e Himeji. Per questa tournee venne anche scritta la canzone "Piacere di conoscervi" (반갑습니다) che diventò poi una tra le più celebri del gruppo.
Dalla loro prima esibizione il 9 settembre 1988 al Padiglione della Magnolia di Pyongyang, le registrazioni regolari dei concerti del gruppo si sono svolte costantemente per diversi anni presso lo stesso luogo. Diverse registrazioni delle esibizioni sono state pubblicate in formato VHS da parte della Mokran Video a partire dal 1993, ma sebbene abbiano conosciuto una diffusione più ampia rispetto a quelli di altri gruppi, molte esibizioni non sono ad oggi mai state rese pubbliche. Le riprese sono cessate dopo il 1995, dopo la registrazione del video intitolato "10 anni tra le braccia del Generale", che celebrava i dieci anni di attività. Per ragioni sconosciute, dal 1996 allo scioglimento non esistono più registrazioni delle esibizioni dell'ensemble, e nel 1999 gli strumenti sono stati definitivamente rimossi dalla sala. Pertanto gli album hanno rappresentato da quel momento l'unico mezzo di diffusione dei nuovi brani del gruppo.
Dopo un cambio di formazione avvenuto nel 1996 con l'inserimento di nuove cantanti, la fama del gruppo andò lentamente scemando nella seconda parte del decennio senza mai riuscire a risalire ai vecchi fasti. Il declino proseguì negli anni successivi fin quando il gruppo venne formalmente sciolto nel 2008. Nuovi album continuarono tuttavia ad essere pubblicati fino al rilascio del volume 182 nel 2012, dapprima con una serie di dischi di un nuovo gruppo vocale chiamato Moranbong, e successivamente con la pubblicazione di raccolte di vecchi brani del gruppo originale. Nel 2011 la KCTV ha ritrasmesso delle registrazioni rimasterizzate di vecchie esibizioni del gruppo che furono anche pubblicate in DVD nello stesso anno. Rispetto alle versioni originali rilasciate in VHS, questa edizione ha subito pesanti modifiche come il taglio di tutte le canzoni straniere e di alcune canzoni coreane, e l'alterazione di alcune sequenze e del montaggio al fine di nascondere la presenza del tastierista Kim Won-il, in precedenza espulso dal gruppo per ragioni non conosciute. Dopo lo scioglimento, alcuni dei cantanti presero parte alle esibizioni dell'orchestra Unhasu e a quelle del gruppo artistico Wangjaesan. 
Il gruppo si riunì temporaneamente nel 2015 per partecipare ad un concerto speciale dal nome "Canzoni del ricordo" nel mese di febbraio e successivamente al grande spettacolo organizzato nell'ottobre dello stesso anno in occasione del 70º anniversario del Partito del Lavoro di Corea.
Il gruppo rimane tuttora una parte significativa della storia artistica della Corea del Nord, le cui canzoni vengono regolarmente trasmesse alla radio e dalla KCTV, e i successivi gruppi musicali del paese eseguono di frequente canzoni originali della Pochonbo con nuovi arrangiamenti. Nel 2021 è stato realizzato uno speciale televisivo dedicato a Ri Kyong-suk e alla sua canzone "La ragazza di città arriva per sposarsi" parte dell'omonimo film.

## Formazione

### Compositori
- Ri Jong-o (1943-2016) – Direttore, Artista del Popolo. Ricevette il Premio Kim Il-Sung nel 1991 e nel 1992, l'Ordine di Kim Il-Sung nel 1994 e il titolo di Eroe del Lavoro nel 2014
- Hwang Jin-yong (1959-2025) – Artista del Popolo. Ricevette il Premio Kim Il-Sung nel 1992 e il titolo di Eroe del Lavoro nel 2014.
- Ku Sung-hae (?-2017) – Ricevette il premio Kim Il-Sung nel 1992.
- U Jong-hui – Artista del Popolo. Ricevette il titolo di Eroe del Lavoro nel 2014.
- An Jong-ho – Artista del Popolo. Ricevette il titolo di Eroe del Lavoro nel 2014.

### Direttore
- Kim Yon-su – Artista meritevole.

### Voci
- Kim Kwang-suk (1964-2018) – Artista del Popolo. Nel gruppo sin dalla fondazione, ricevette il titolo di artista meritevole nel 1988 per le sue abilità canore, nel 1992 quello di artista del popolo dopo la tournee in Giappone.
- Ri Pun-hui (1972) – Artista meritevole. Si esibiva principalmente in duo con altre cantanti, ma ha interpretato anche brani solistici come "Non avanzare, notte di Pyongyang" (지새지 말아다오 평양의 밤아) e "Le donne sono fiori" (녀성은 꽃이라네).
- Jon Hye-yong (1972) – Artista del Popolo. Nel gruppo dal 1988, celebre per la sua voce acuta, interpretò canzoni come "Fischio" (휘파람), che diventò nota in tutto il paese e anche nella Corea del Sud.
- Jo Kum-hwa (1970) – Artista meritevole. Conosciuta per le sue interpretazioni di brani popolari eseguite con voce profonda, essendo la voce più grave del gruppo. Nelle prime incisioni utilizzava i registri medio e grave, per poi spostarsi solo su quello più basso.
- Ri Kyong-suk (1970) – Artista meritevole. Nel gruppo dal 1988, i brani "Piacere di conoscervi" (반갑습니다) e "Arrivederci" (다시 만납시다) da lei interpretati, che trattano dell'unificazione, divennero noti anche nel sud, così come la canzone pop "Non chiedere il mio nome" (내 이름 묻지마세요).
- Yun Hye-yong (1977) – Entrata a far parte del gruppo nel 1996, dopo il suo periodo di massima popolarità, partecipò a incisioni di inni militari e di colonne sonore cinematografiche nella seconda parte della storia del gruppo.
- Kim Jong-nyo (1975)  – Entrata nel 1996 contemporaneamente a Yun Hye-yong e dotata di grande estensione vocale, partecipò da quel momento alle incisioni di quasi tutti i brani popolari del gruppo.
- Hyon Song-wol (1977) – Originariamente una cantante nell'orchestra di musica leggera Wangjaesan a partire dal 1995, è stata successivamente inserita nel gruppo per sostituire le assenze dei cantanti originali. Nota per la sua voce grave, ha interpretato canzoni popolari come "Donzella corri veloce" (준마처녀) che hanno goduto di grande popolarità.

### Musicisti
- Jon Kwon (1965), pianoforte – Artista del Popolo.
- Jang Jong-won, pianoforte
- Kim Hae-song, sintetizzatori
- Kim Mun-hyok, sintetizzatori
- Kwon Kyong-hak, sintetizzatori
- Ri Moon, organo elettronico
- Kang Chol-ho, organo elettronico – Artista meritevole.
- Kang Gum-chol, organo elettronico
- Kim Sung-hyop, organo elettronico
- Park Ui-hyun, chitarra elettrica
- Song Kwang (1965), chitarra elettrica – Artista meritevole.
- Choe Yong-chol, chitarra elettrica – Pare sia uscito dal gruppo dopo la tournee in Giappone del 1991.
- Kim Yong-il (1966), basso elettrico
- Choe Mun-chol, percussioni
- Kim Jin, percussioni – Artista meritevole.
- Kim Won-il, sintetizzatori – Espulso dal gruppo per ragioni sconosciute. È possibile che il suo allontanamento abbia influenzato la sospensione delle riprese dei concerti del gruppo avvenuta nel 1995, anno in cui l'orchestra celebrava il suo decimo anniversario e aveva pubblicato un album commemorativo per l'occasione. Le videoregistrazioni delle precedenti esibizioni del gruppo ripubblicate nel 2011 sono state alterate e rimontate per cancellare la sua presenza.